# Ferdinando Pio Rosellini
Ferdinando Pio Rosellini (1814-1872) va ser un matemàtic, botànic i pedagog italià.

## Vida i Obra
Fill d'uns rics comerciants de Pescia i germà petit d'Ippolito Rosellini, va estudiar matemàtiques a la universitat de Pisa i després va estudiar física a la universitat de Florència sota la direcció de Leopoldo Nobili.
A partir de 1836 fa de tutor dels quatre fills del poderós Giorgio Doria a Gènova. Un dels fills serà, amb el temps, el conegut botànic Giacomo Doria, qui dona nom al Museu d'Història Natural d'aquesta ciutat. El 1846, tres anys després de la mort del seu germà Ippolito, es casa amb la qui havia sigut la seva esposa i adopta els seus fills Eugenio, Angela i Giovanbattista.
El 1848, durant els fets revolucionaris que desembocaran en la creació anys més tard de l'estat italià, és a Milà, on és actiu en els cercles patriòtics. És elegit diputat al parlament italià i dirigeix la revista La Croce dei Savoia.
El 1853 és nomenat director del Istituto di Commercio e Industria de Torí fundat per Cavour. A partir de 1859 i fins a la seva mort serà el director del Istituto Tecnico Leardi de Casale Monferrato al qual deixarà el seu herbari i on tindrà com alumne destacat a Vilfredo Pareto.